# Comté d'Agen
 (mars 2025).
Si vous disposez d'ouvrages ou d'articles de référence ou si vous connaissez des sites web de qualité traitant du thème abordé ici, merci de compléter l'article en donnant les références utiles à sa vérifiabilité et en les liant à la section « Notes et références ».
Le Comté d'Agen est un comté carolingien formé autour d'Agen.
L'histoire a surtout retenu le comte Guillaume de Septimanie (826-850), qui mourut, comme son père Bernard de Septimanie à Toulouse en 844, décapité sur ordre de Charles le Chauve pour n'avoir pas respecté sa promesse en tentant de s'emparer des marches d'Espagne et de Barcelone. 
Sa mère Dhuoda rédigea à son attention un Manuel pour mon fils, premier traité d'éducation connu. 
Sous les Capétiens l'ancien comté est de fait tenu par les évêques d'Agen.